# Bohumil Heinz
Bohumil Heinz (9. května 1894 Rakovník – 22. května 1940 Praha) byl český grafik a rytec, známý zejména jako autor mnoha poštovních známek i bankovek.

## Život a dílo

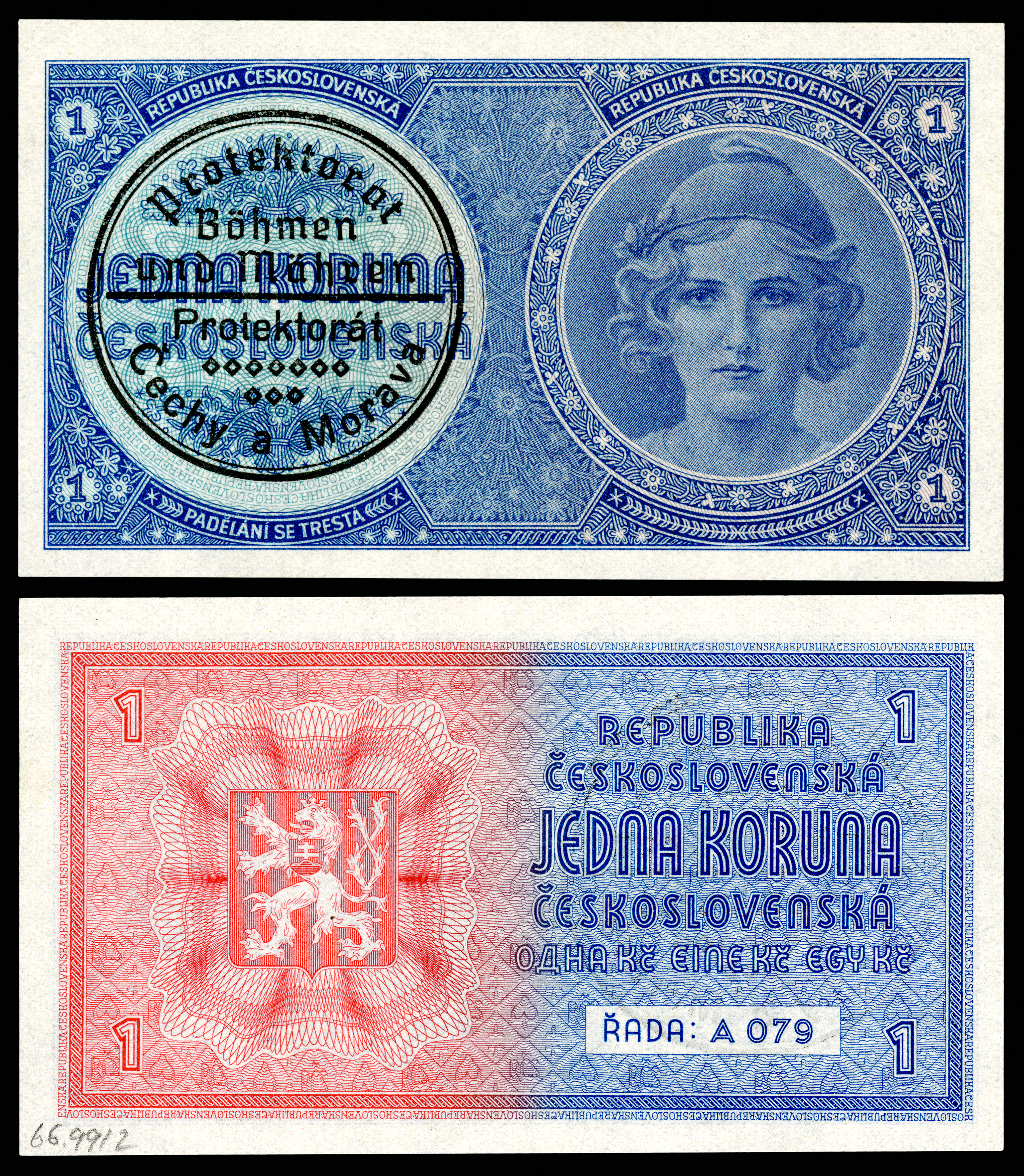
Heinzova státovka z roku 1938 s protektorátním přetiskem

Začal studovat na keramické škole v Bechyni, ale když vypukla první světová válka, musel narukovat a bojoval na frontě v Rusku a v Itálii. Po válce začal studovat figurální malířství u Josefa Schussera, později u V. H. Brunnera a u Františka Kysely na Uměleckoprůmyslové škole v Praze. Kromě základů grafiky se zde učil také rytectví u Eduarda Karla, který jej nejvíce ovlivnil. Po absolvování školy začal pracovat ve Státní tiskárně cenin, pro kterou vytvořil řadu děl, která však zaměstnávala vynikajícího rytce Seizingera. Od roku 1932 proto Heinz pracoval jednak pro anglickou tiskárnu Thomas De La Rue and Co., jednak pro Národní banku.
Od třicátých let navrhoval a ryl poštovní známky. Za první československé republiky vytvořil 23 poštovních známek, první z nich byl portrét Antonína Dvořáka z roku 1934. V období Protektorátu Čechy a Morava vytvořil celkem 10 známek s krajinnými motivy a na některých z nich umístil do kresby písmena „D“, „r“ a „B“ jako iniciály exilového prezidenta Beneše. Některé známky z tohoto období (1939–1940) vyšly až po druhé světové válce. Heinz ryl známky i pro další poštovní správy, například pro Řecko, Švédsko, Nový Zéland a další.
Kromě bankovek a známek Heinz maloval obrazy, navrhoval plakáty a volné grafiky. Pro příležitostné tisky vytvořil několik portrétů (siamský císař, čínský prezident Sunjatsen, A. Jirásek) a grafických listů se studiemi lesa a alegorickými skupinami.

## Ocenění
Předčasná smrt dopřála Heinzovi jen několik let plně tvůrčí práce, přesto si získal vysoké ocenění u odborníků i ve veřejnosti. Československá pošta vydala k 90. výročí jeho narození v roce 1984 pamětní známku a Česká republika v retrospektivní sérii „Tradice české známkové tvorby“ znovu vydala v roce 2000 známku „Masaryk s dítětem“ a v roce 2002 alegorii „Republiky“ podle návrhu Maxe Švabinského. Poštovní muzeum vydalo Pamětní list k výstavě v roce 1995.